# میهایلس مالینسکیس
میهایلس مالینسکیس (اوکراینی: Михайло Валерійович Землинський؛ زادهٔ ۲۱ دسامبر ۱۹۶۹) بازیکن فوتبال اهل لتونی است.
از باشگاه‌هایی که در آن بازی کرده‌است می‌توان به باشگاه فوتبال اسکونتو و باشگاه فوتبال هاپوئل کفار سابا اشاره کرد.
وی همچنین در تیم ملی فوتبال لتونی بازی کرده‌است.